# Sophus Skeel
Sophus Frederik Erik Otto Skeel (29. januar 1836 på Birkelse – 2. august 1897 i Karlsbad, Bøhmen) var en dansk godsejer og politiker, far til Erik og Otto Skeel.
Sophus Skeel var søn af kammerherre Jørgen Erik Frederik Skeel til Stamhuset Birkelse og fødtes 29. januar 1836 på Birkelse. Sine skoleår tilbragte han i Aalborg Katedralskole, og i 1859, da moderen som enke indgik ægteskab med den senere indenrigsminister Erik Skeel, overtog han stamhuset. Året forud havde han ægtet Erikka Josephine Eleonore baronesse Schaffalitzky de Muckadell (f. 1835), datter af Ludvig Ditlev baron Schaffalitzky de Muckadell og Skeels faster Elisabeth Cathrine f. Skeel.
Skeel indtog en fremragende plads i landets og navnlig Jyllands landøkonomiske liv. Ligesom han har bragt Birkelse gård og gods op til et højt kulturtrin og navnlig opdyrket store arealer af stamhusets mægtige lod af vildmosen, således tog han virksom del i landboforeningslivet: var formand for Aalborg Amts Landboforeninger, for Foreningen af jyske Landboforeninger (1875-83), havde sæde i Landhusholdningsselskabets bestyrelse, var den første formand for den jyske Husmandskreditforenings bestyrelse, repræsentant i Landbygningernes almindelige Brandforsikring og Det gjensidige Forsikringsselskab "Danmark", medlem af Jernbanerådet osv., foruden at han i en lang årrække var amtsrådsmedlem.
Ved et suppleringsvalg i 1885 efter bolsmand Søren Pedersens mandatnedlæggelse valgtes Skeel ind i Landstinget og beholdt indtil sin død sæde i Tinget på dettes konservative side (Højre). Hans indsigt og erfaring kom Tinget til god nytte, navnlig i sager vedrørende landbruget og kommunikationsvæsnet, mere dog i udvalgene end i salen, hvor Skeel som regel holdt sig tilbage. Han var ved sin elskværdige og humane personlighed ualmindelig afholdt.
Skeel, der i 1864 var blevet hofjægermester og i 1875 kammerherre, udnævntes i 1894 til Kommandør af 2. grad af Dannebrog. Han døde 2. august 1897 i Carlsbad.